# Enzo Kralfa
Pas d'image ? Cliquez ici

a Compétitions nationales et continentales officielles uniquement.

b Matchs officiels uniquement.
Dernière mise à jour le 19 juillet 2025.
Enzo Kralfa, né le 11 avril 1996 à Bergerac (Dordogne), est un joueur international algérien de rugby à XV qui évolue au poste de demi d'ouverture au sein de l'effectif de l'AS Fleurance. Il mesure 1,80 m pour 82 kg.

## Biographie

### En club
Enzo Kralfa né le 11 avril 1996 à Bergerac, commence le rugby à l'US Lalinde, avant d'intégrer le Stade foyen en 2016. Ouvreur de formation, il quitte en 2017 le club de Sainte-Foy-la-Grande en Fédérale 3, et rejoint le SA Trélissac en Fédérale 1. Il s'impose rapidement dans le groupe. Sylvain André sont entraineur déclare : « C'est typiquement le genre de garçon qui pue le rugby. Il est techniquement très bon et sent toujours les bons coups... ».

### En équipe nationale
En juillet 2018, il est appelé pour la première fois en sélection pour participer à la Rugby Africa Silver Cup (groupe nord) au stade Michel Coulon de Toulouse en France.
Il a honoré sa première cape internationale en équipe d'Algérie, le 8 juillet 2018 contre l'équipe du Sénégal. L'Algérie s'impose sur le score de 22 à 18. Lors de cette rencontre il est titulaire, et inscrit son premier essai international,. Puis le 14 juillet, il entre en jeu face à la Côte-d'Ivoire lors de la victoire 23 à 13. Il entre de nouveau en jeu à la place de Johan Bensalla en final contre l'équipe de Zambie le 20 octobre 2018 à Mufulira en Zambie. L'Algérie remporte la finale 31 à 0, ce qui lui permet d'accéder à la Rugby Africa Gold Cup l'année suivante.
Alors que l’équipe se prépare pour la Gold Cup, celle-ci est annulé en raison de la pandémie de Covid-19.
Le 19 mars 2022, il est convoqué pour un test-match contre la Côte d'Ivoire, à Toulouse en France. Le XV aux deux Lions s'impose sur le score de 37 à 13.
Le 3 février 2024, il est de nouveau convoqué contre l'équipe du Sénégal, lors d'un test-match en France, victoire des Algériens 26 à 12.

## Statistiques en équipe nationale
Enzo Kralfa compte 10 cape en équipe d'Algérie depuis 2018, il a inscrit un essai, une pénalité, un drop et quatre transformations, dix-neuf points.
- Sélections par année : 3 en 2018, 1 en 2022, 4 en 2024 et 2 en 2025.

## Palmarès
- Algérie
  - Vainqueur de la Rugby Africa Silver Cup en 2018.